# Gori
Gori (gruzinsko გორი) je mesto v vzhodni Gruziji. Je osrednji del istoimenskega upravnega okrožja in glavno mesto regije (mhare) Šide Kartli. Ime mesta izhaja iz gruzinske besede gora, ki pomeni kopica, hrib. Leta 2014 je mesto imelo 48.143 prebivalcev.
Gori je tudi rojstni kraj Stalina, konstruktorja balističnih izstrelkov Aleksandra Nadiradzeja in filozofa Meraba Mamardašvilija.
Naselje, ki je bilo tukaj znano iz helenističnega obdobja, s trdnjavo, zgrajeno vsaj v 7. stoletju, je dobilo status mesta v 12. stoletju. Gori je bil v srednjem veku pomembna vojaška utrdba in ohranja strateški pomen zaradi svoje lege na glavni avtocesti, ki povezuje vzhodni in zahodni del Gruzije. V Gori so v zgodovini že večkrat vdrle vojske regionalnih sil. Med rusko-gruzijsko vojno za Južno Osetijo je mesto okupirala ruska vojska.

## Geografija in podnebje
Gori leži 76 kilometrov zahodno od gruzijske prestolnice Tbilisi, na stičišču rek Kura (Mtkvari) in Liahvi, na nadmorski višini 588 metrov. Podnebje je prehodno od zmerno toplo vlažnega do zmernega stepskega podnebja. Poletja so po navadi vroča. Povprečna letna temperatura v mestu je 10,9 °C, najnižja povprečna temperatura je januarja (-1,2 °C), najvišja pa avgusta (22,5 °C). Največ padavin pade v maju (76 mm), najmanj pa avgusta (34 mm) in januarja (30 mm).

## Zgodovina
Ozemlje Gorija je bilo poseljeno že od zgodnje bronaste dobe. Po srednjeveških gruzijskih kronikah je mesto Gori ustanovil kralj David IV. (vladal 1089-1125), ki je tam naselil begunce iz Armenije. Vendar se zdi, da je bila trdnjava Gori (Goris-Cihe) v uporabi že v 7. stoletju. Arheološki dokazi kažejo na obstoj mestne skupnosti v klasični antiki. Leta 1299 so Gori zajela alanska plemena, ki so pobegnila pred mongolsko osvojitvijo svoje prvotne domovine na Severnem Kavkazu. Gruzijski kralj Jurij V. je leta 1320 mesto ponovno osvojil in Alane potisnil nazaj čez kavkaške gore.
S propadom srednjeveškega gruzijskega kraljestva je bil Gori - strateško umeščen na križišče glavnih tranzitnih poti - pogosto tarča tujih napadalcev in je večkrat zamenjal gospodarje. Najprej ga je leta 1477 zavzel in opustošil Uzun Hasan iz rodbine Ak Kojunlu (perzijski آق قویونلو Āq Quyūnlū - plemenske konfederacije Oghuzov, ki je vladala delom današnje vzhodne Turčije od 1378 do 1501, v zadnjih desetletjih pa so vladali tudi Zakavkazju, Armeniji, Azerbajdžanu, večjemu delu Irana in Iraku), sredi 16. stoletja pa Tahmasp I. iz rodbine Safavidov. Konec istega stoletja je Gori na kratko prešel pod Osmansko cesarstvo v osmansko-perzijski vojni in postal njihova glavna postojanka v Gruziji, dokler ga Gruzijci pod Simonom I. Kartlijskim po težkih bojih leta 1599 niso ponovno osvojili. Mesto so leta 1614 znova zavzeli Perzijci pod šahom Abasom I..
Po zaporednih osmanskih (1723–35) in perzijskih (1735–40) okupacijah se je Gori vrnil pod gruzijski nadzor pod kraljema Teimurazom II. in Hereklijem II., katerih prizadevanja so pripomogla k napredku gospodarstva in kulture v mestu. Po ruski aneksiji Gruzije so Goriju leta 1801 dodelili status mesta v Tifliški guberniji. V 19. stoletju se je število prebivalcev povečalo. Zemljevid iz leta 1824 prikazuje mesto na pobočju hriba pod citadelo in okoli nje mote. Mesto je bilo porušeno v potresu 1920 in v sovjetskem obdobju skoraj v celoti obnovljeno. V sovjetskih časih je bilo pomembno industrijsko središče, v letih posovjetske krize v 1990-ih pa je doživelo gospodarski zlom in odliv prebivalstva.
Gori je blizu gruzijsko-osetskega konfliktnega območja. S prestolnico odcepljene Južne Osetije Chinvali je povezan po železnici, ki od začetka 1990-ih ne obratuje. Po letu 2000 je Gruzija okrepila vojaško infrastrukturo v mestu in okolici. Tako je leta 2006 preselila osrednjo vojaško bolnišnico iz Tbilisija v Gori in ponovno opremila. 18. januarja 2008 je bila v Goriju ustanovljena druga gruzijska vojaška baza, ki ustreza NATO-vim standardom, za 1. pehotno brigado Gruzijskih kopenskih sil.
Leta 1995 je bila v mestu ustanovljena podružnica Gruzijske agrarne akademije znanosti, ki je leta 2003 postala univerza Suhišvili.

### Spor 2008
V rusko-gruzijski vojni leta 2008 je bilo mesto od začetka spora podvrženo letalskim napadom ruskih letalskih sil. Bombardirani so bili tako vojaški cilji kot stanovanjske četrti, poškodovani in mrtvi so bili civilisti. Organizacija Human Rights Watch (HRW) je trdila, da so ruske sile neselektivno metale kasetne bombe na civilna območja Gorija. Po poročanju HRW-ja so ruske sile 12. avgusta v središče Gorija odvrgle kasetne bombe, pri čemer so ubile 11 civilistov in jih več deset ranile. Ruski vojaški uradniki zanikajo, da bi v konfliktu uporabljali kasetno strelivo, trditve HRW pa so označili za klevetanje in dvomili o objektivnosti HRW. Domačini in uslužbenci HRW so našli številne neeksplodirane bombe iz kasetnih bomb.
Do 11. avgusta so gruzijsko vojaško osebje, vlada in večina prebivalcev pobegnili iz mesta, ki sta ga nato zajeli in zasedli ruska vojska in južnoosetska separatistična milica. HRW je obtožil milico, da je sprožila val plenjenja, požigov, ugrabitev in drugih napadov na preostalo civilno prebivalstvo. Ruske in južnoosetske sile so se umaknile iz mesta 22. avgusta 2008.

## Znamenitosti
V Goriju z okolico je več pomembnih kulturnih in zgodovinskih znamenitosti. Čeprav je za številne tujce Gori v glavnem znan kot rojstni kraj Josifa Stalina (1878–1953), je v gruzijskem zgodovinskem spominu mesto že dolgo povezano z njegovo citadelo, trdnjavo Gori, ki je zgrajena na skalnem griču s pogledom na osrednji del sodobnega mesta in staro gruzijsko vojaško cesto, ki povezuje Severni Kavkaz s Tbilisijem. Na drugem griču stoji cerkev svetega Jurija Gorijvarijskega iz 18. stoletja, priljubljeno romarsko središče. Znano starodavno jamsko mesto Upliscihe in cerkev Ateni Sioni iz 7. stoletja sta nedaleč od Gorija.
Stalinovo povezanost z mestom poudarja muzej Josifa Stalina v središču Gorija in do nedavnega Stalinov spomenik pred mestno hišo, eden redkih takih spomenikov, ki je preživel program destalinizacije Nikite Hruščova. Spomenik je bil v novi neodvisni Gruziji v 1990-ih vzrok polemik, toda postkomunistična vlada je ugodila prošnji občanov Gorija in kip nekaj let pustila nedotaknjen. Končno je bil odstranjen 25. junija 2010. Vendar je 20. decembra 2012 skupščina občine Gori glasovala za ponovno postavitev spomenika.